# Verband der Jüdischen Glaubensgemeinden in der Republik Polen

Administrative Einteilung der Union der jüdischen Religionsgemeinschaften in Polen

Der Verband der Jüdischen Glaubensgemeinden in der Republik Polen (polnisch Związek Gmin Wyznaniowych Żydowskich w RP, abgekürzt ZGWŻ) ist eine religiöse Organisation der Juden in Polen.

## Beschreibung
Ursprünglich wurde sie als Związek Religijny Wyznania Mojżeszowego (Religionsverband des mosaischen Bekenntnisses) 1949 gegründet. Im Jahre 1992 wurde die Organisation in Związek Gmin Wyznaniowych Żydowskich w RP umbenannt. Der Sitz der Organisation ist in Warschau, mit sieben Zweigstellen in ganz Polen. Der Verband besteht aus acht jüdischen Gemeinden in Warschau, Krakau, Łódź, Stettin, Kattowitz, Bielsko-Biała und Legnica. Die kleineren jüdischen Gemeinden sind den Zweigstellen untergeordnet. Die ZGWŻ hat circa 2 000 Mitglieder (Stand 1998). Der Verband betreibt aktiv 7 Synagogen, so die Nożyk-Synagoge in Warschau, die Tempel Synagoge und die Remuh-Synagoge in Krakau, die Reicher-Synagoge in Łódź, die Synagoge in Chachmei Lublin Yeshiva in Lublin, die Neue Synagoge in Danzig-Wrzeszcz und die Storch-Synagoge in Breslau. Zudem 15 Gebetshäuser. Die ZGWŻ veröffentlicht ihr eigenes Blatt sowie den bekannten jüdischen Kalender Kalendarz Żydowski. Bis 1997 war Präsident der ZGWŻ Paweł Wildstein, bis 2003 war Jerzy Kichler und seit 2003 ist Piotr Kadlčik Präsident der ZGWŻ. Die Aktivitäten der ZGWŻ werden durch die finanziellen Rücklagen des Verbandes und vom Joint Distribution Committee (JDC) finanziert. Auch das Kultusministerium Polens und andere Sponsoren finanzieren den Verband.

## Bilder

Bilder der Synagogen, die von der ZGWŻ betrieben werden
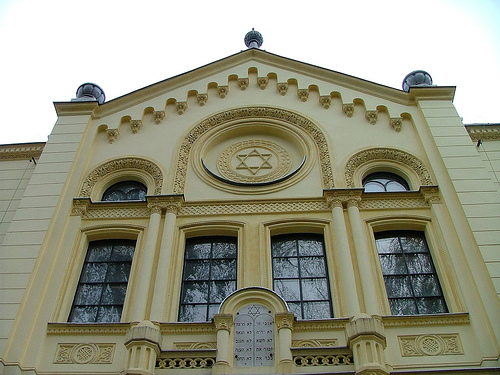
Nożyk-Synagoge, Warschau
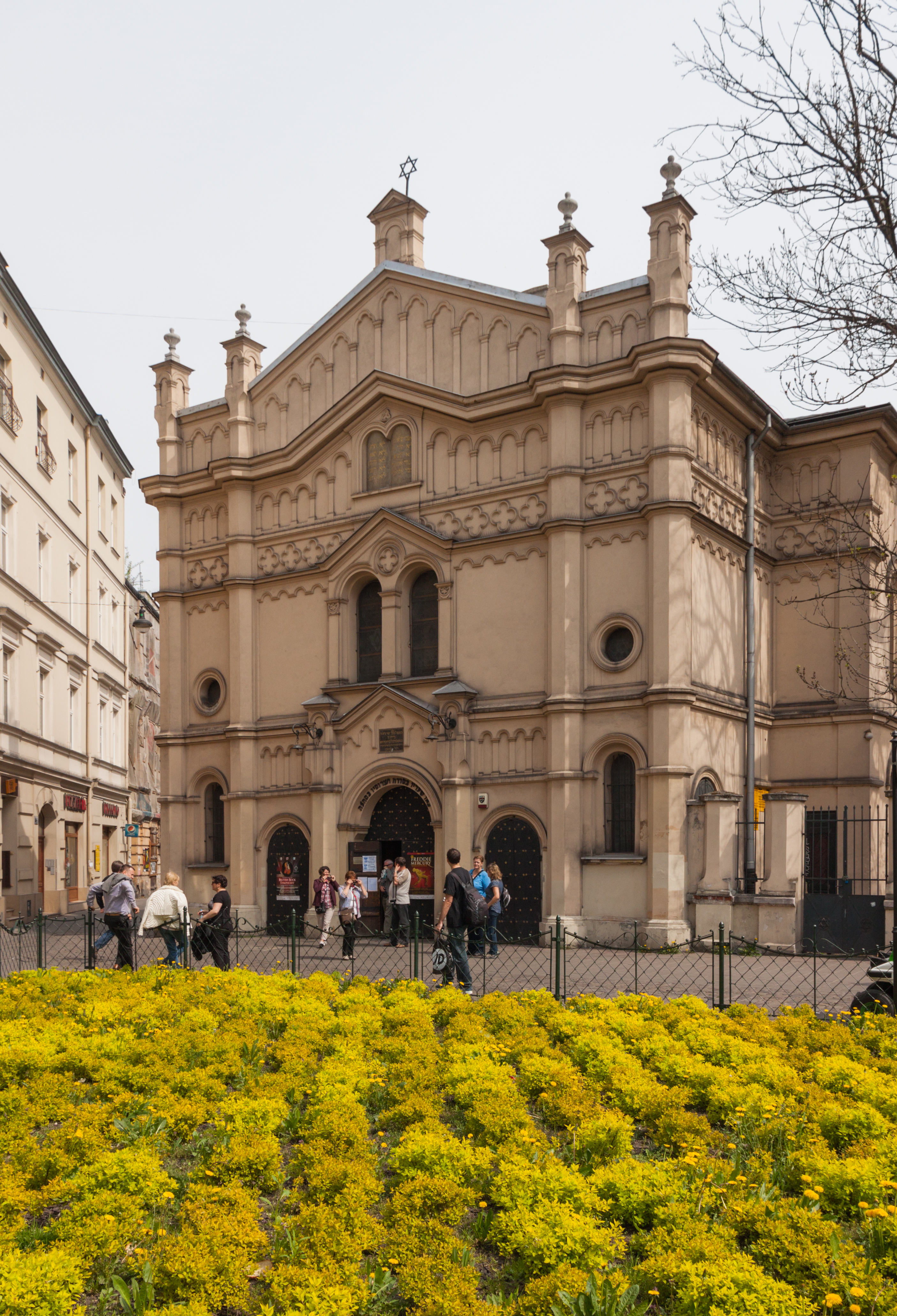
Tempel-Synagoge Krakau
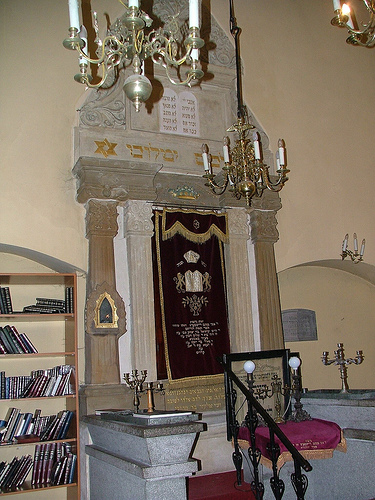
Thoraschrein der Remuh-Synagoge von Kazimierz in Kraków
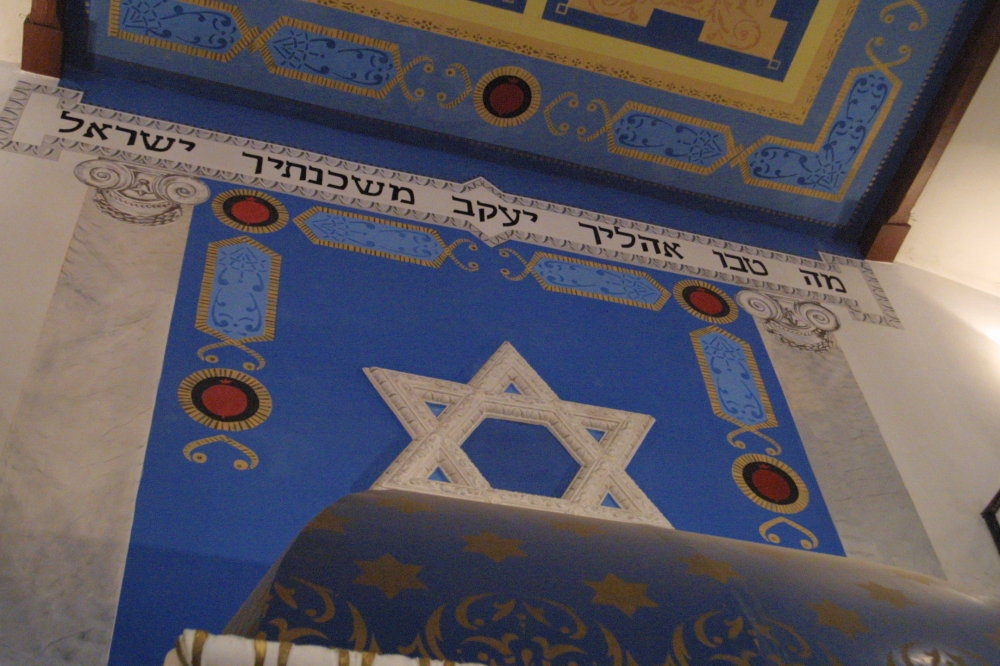
Thoraschrein der Reicher-Synagoge in Łódź
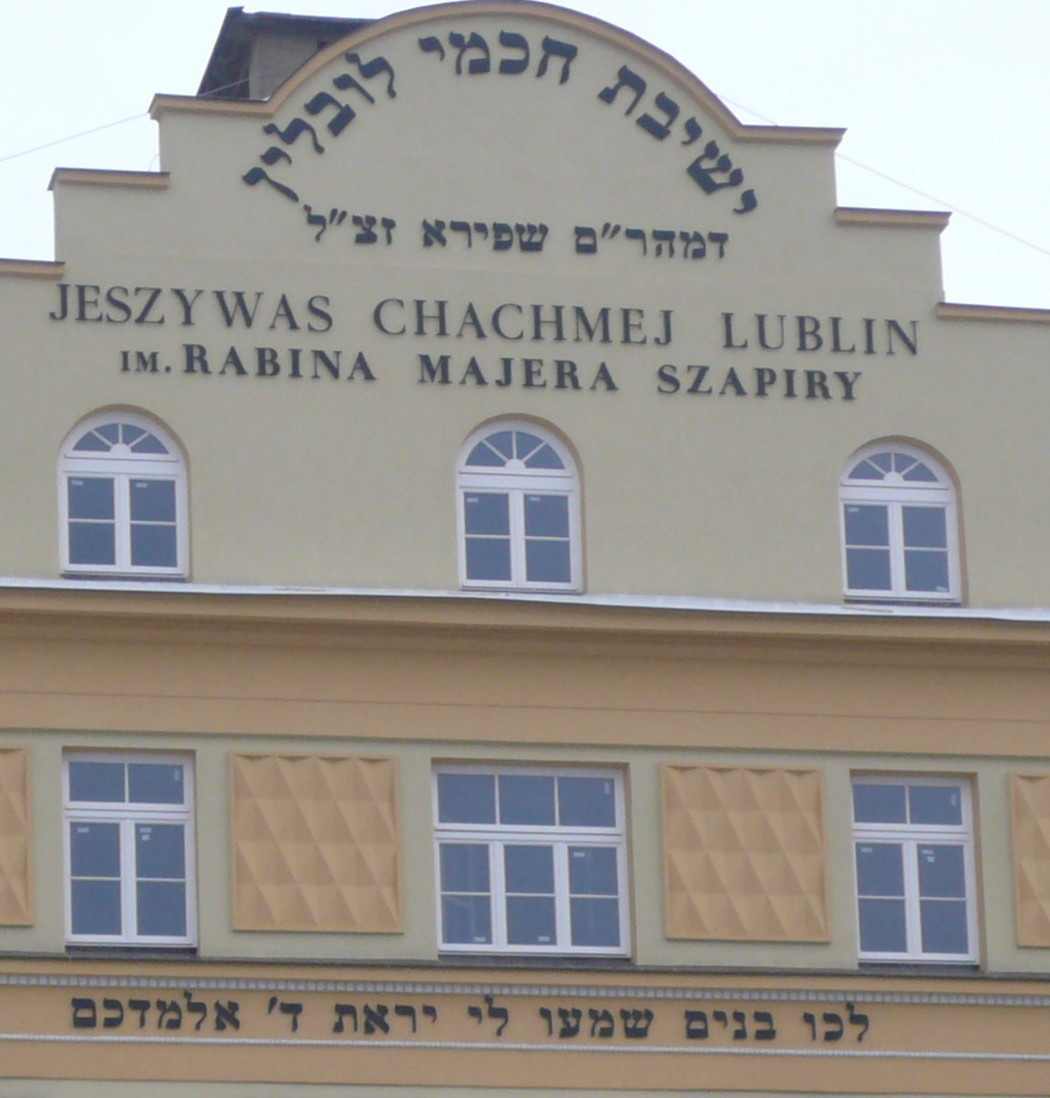
Synagoge in der Chachmei Lublin Jeschiwa
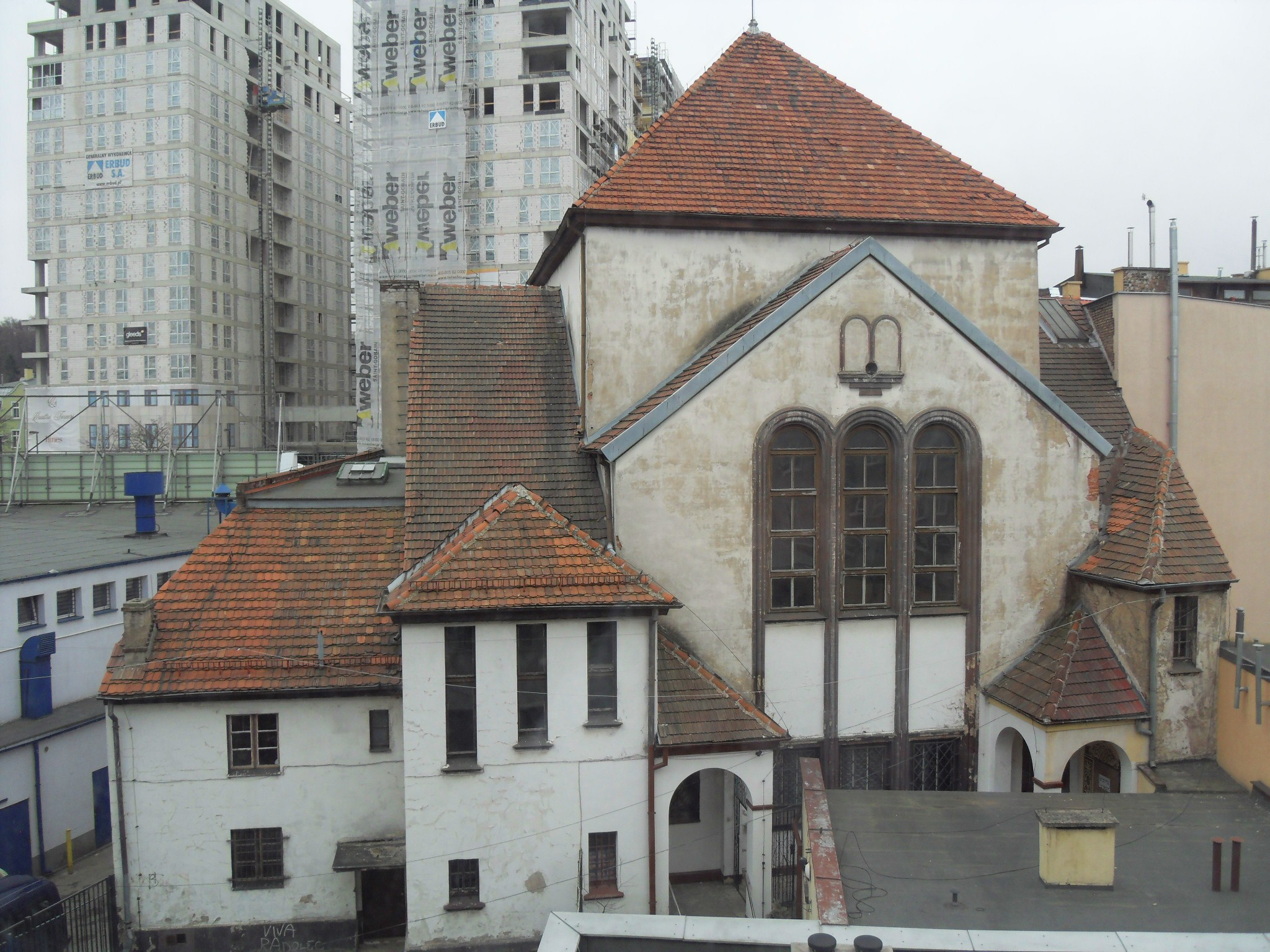
Neue Synagoge in Gdańsk-Wrzeszcz
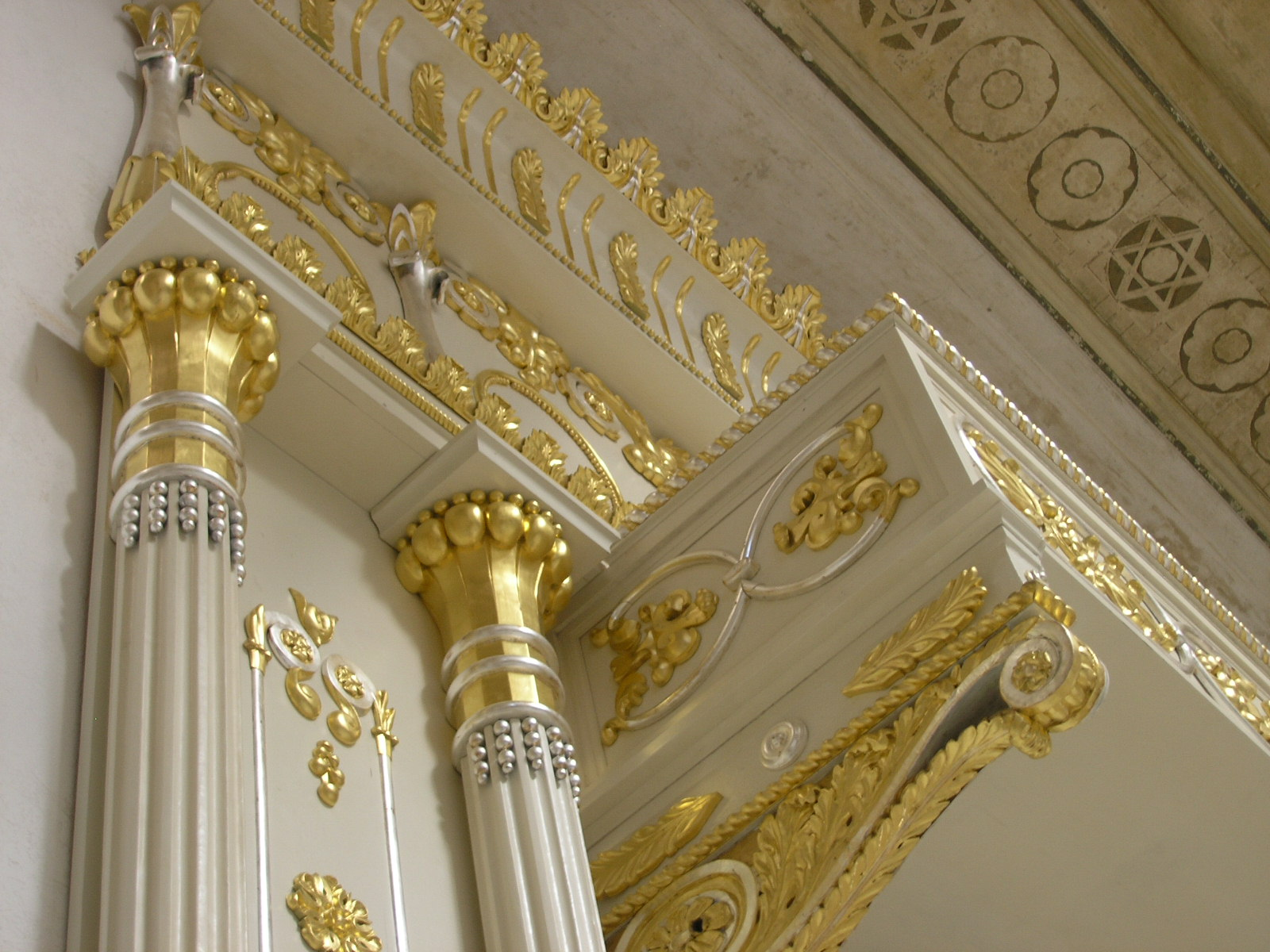
Thoraschrein der Storch-Synagoge in Wrocław